# Hubert Ponscarme
François Joseph Hubert Ponscarme, dit  Hubert Ponscarme, né 20 mai 1827 à Belmont-lès-Darney et mort le 27 février 1903 à Malakoff, est un sculpteur et médailleur français.

## La jeunesse
Hubert Ponscarme naît dans une famille d'agriculteurs vosgiens. À sa naissance, son père occupe les fonctions de maître d'école. Il est le second enfant de la famille. La famille quitte Belmont et s'installe à Nonville, c'est là que naîtront les dix autres enfants de la famille.

« Un jour, dans les terres labourées, Ponscarme trouva une médaille, à l'effigie de Caracalla, admirablement conservée. Cette médaille, qui avait vivement frappé le petit Ponscarme, décida peut-être de son avenir… »

En 1839, son père le confie au curé d'Attigny pour prendre des leçons de latin puis, en 1841, il entre en classe de sixième au petit séminaire de  Senaide. En 1844, il est envoyé au séminaire de Châtel-sur-Moselle, mais n'y reste que quelques mois. Il gagne sa vie en sculptant des croix pour les tombes du cimetière de Châtel.
Un ami de sa famille, l'abbé  Charles Chapiat, natif lui aussi de Belmont, lui fournit un petit pécule pour qu'il puisse rejoindre son frère aîné à Paris. Hubert Ponscarme trouve une place d'apprenti graveur-typographe. Il peut suivre les cours d'Eugène-André Oudiné, de Louis Merley et de André Vauthier-Galle. Lorsque son frère est appelé sous les drapeaux, il contracte un engagement militaire. Son engagement terminé, il attrape le choléra lors d'une épidémie en 1849 et rentre convalescent chez son père à Nonville.
La Société d'émulation du département des Vosges, par l'intermédiaire de son secrétaire, le docteur Haxo, aide le jeune artiste ; un dossier est constitué. Le département lui attribuera une bourse, qu'il touchera jusqu'en 1854 pour lui permettre de suivre les cours  de l'École des beaux-arts de Paris sous la direction d'Eugène-André Oudiné, Auguste Dumont et Louis Merley.
Pour remercier le département de ses largesses, il adresse au musée d'Épinal un buste de Napoléon III, qualifié de : « très ressemblant et parfaitement modelé » par monsieur Laurent, conservateur du musée départemental d'Épinal.

## Carrière
Son mérite et son talent est récompensé, en 1854, quand il reçoit le second grand prix de gravure en médailles et en pierres fines. Le second grand prix de Rome lui est attribué en 1855. En 1857, il est de nouveau distingué dans la catégorie sculpture.
Le 6 août 1860, il épouse Adélaïde Maire. Le couple a deux enfants que Ponscarme baptise Auguste et Augustine en témoignage de sa reconnaissance pour son professeur Auguste Dumont, qui trouvait toujours une tâche à lui confier lorsque le manque d'argent gênait le ménage.
Travailleur acharné, il se spécialise dans le métier de médailleur. Il devient un des portraitistes en médaille de Napoléon III. On lui confie, entre autres, la réalisation de la médaille de l'Exposition universelle de 1867, année où il est nommé chevalier de la Légion d'honneur.
Il rompt avec le style conventionnel des médailles en liant le relief du sujet principal avec le modelé du décor de fond, à l'imitation des pièces de la Renaissance italienne. Il utilise également les lettres en calligraphie comme des éléments à part entière de la gravure.
En 1871, Ponscarme est nommé professeur à l'École des beaux-arts de paris où, parmi ses élèves, on distingue Oscar Roty, Alexandre Charpentier, Ovide Yencesse, Abel Lafleur, Adolphe Rivet et Paul Niclausse.
Il se remarie en 1872 avec Marie Suligowtoski-Dunin, le couple aura huit enfants. La famille se fixe à Malakoff, au 48 de la rue qui portera en 1878 sur la proposition de Ponscarme, alors conseiller municipal, le nom d'Augustin Dumont.
Son art est en perpétuelle évolution, car selon son axiome : « L'art n'est rien s’il ne dit rien ». Il grave, entre autres, les portraits en bronze de Louis Blanc, Edgar Quinet, Jules Ferry, Sadi Carnot et Jules Méline.
Il est membre du conseil municipal de Malakoff où il propose, le 14 février 1881, l'acclamation de la République après chaque séance. Il fait partie de la commission chargée de création d'un nouveau cimetière où il réalise un monument. Il démissionne du conseil, le 28 mars 1884.
Ponscarme meurt le 27 février 1903, en son domicile, au no 42, rue Augustin-Dumont à Malakoff. Ses obsèques ont lieu à l'Église Notre-Dame de Malakoff, et, il est inhumé le 3 mars 1903 au cimetière de Vanves. À ses funérailles sont prononcés de nombreux discours, dont un de Jules Méline.

## Distinctions
- Chevalier de la Légion d'honneur (1867)

## Œuvres

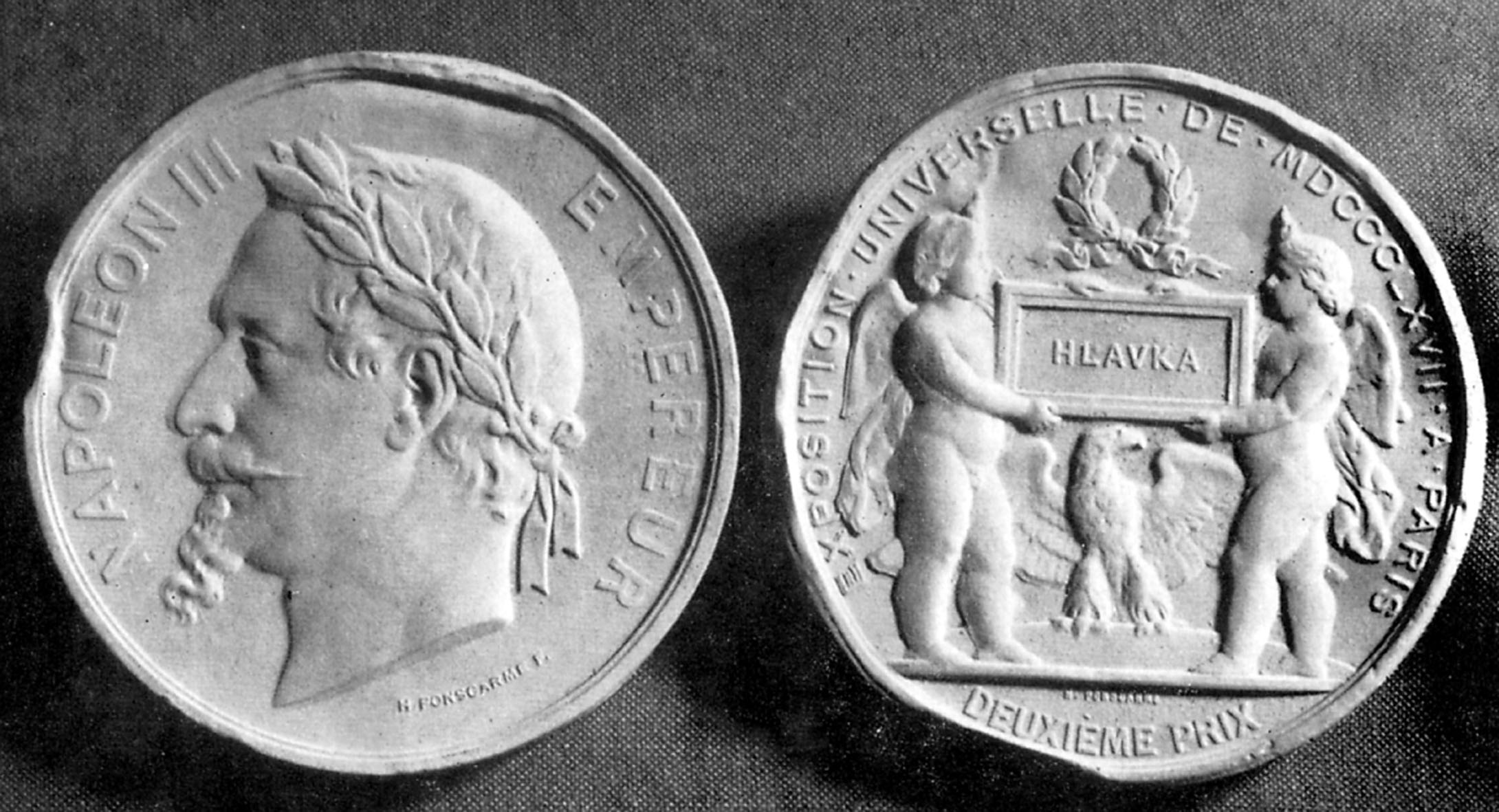
François Joseph Hubert Ponscarme (Français, 1827-1903) : Napoléon III Empereur - Exposition Universelle de MDCCCLXVII à Paris - Deuxième Prix. - Médaille décernée lors de l'Exposition Universelle de 1867 à Paris à l'architecte tchèque Josef Hlávka.

Sources : Biographie vosgienne, François Joseph Hubert Ponscarme[source insuffisante]
- Médaille commémorative de l'érection de la statue de Napoléon Ier sur la colonne Vendôme.
- Buste du Maréchal Forey
- Buste de Victor Duruy
- Médaillons de : Charles III de Monaco, Louis Blanc, Victor Schœlcher, Ferdinand de Lesseps, Sadi Carnot, Jules Ferry, Félix Tisserand, Louis Buffet, Pierre Tirard, Edmond Turquet, Charles Ernest Beulé, Joseph Naudet.
- Monnaies de la principauté de Monaco
- Médaille des conseillers municipaux, des maires, de l'élection de Félix Faure, des instituteurs de France à Napoléon III, des forêts, du travail, exposition universelle 1867…
- Honneur agricole : célèbre médaille du Ministère de l'agriculture déclinée pour : Blois, Concours hippique (1883), Les Andelys (1887), le département de la Creuse, Comice agricole (189_), Albi, Concours régional agricole (1893), Paris, Concours général agricole (1894 et 1897), Nice, Concours régional agricole, (1901).
- Monument en Hommage aux soldats tombés à la guerre de 1870, cimetière de Malakoff dans les Hauts-de-Seine.

## Hommages
Paris et Épinal lui ont dédié une rue, Belmont une place avec plaque à sa mémoire, et Malakoff une rue et une impasse.
Une des salles du musée de la Monnaie de Paris porte son nom.
À Hambourg, où Ponscarme fit don d’une centaine de médailles et médaillons au musée, on peut admirer l’essentiel de son œuvre dans une salle portant son nom.

## Élèves
- Alexandre Charpentier (1856-1909), de 1871 à 1876
- Abel Lafleur
- Paul Niclausse
- Adolphe Rivet
- Oscar Roty
- Ovide Yencesse

### Sources
- George-Antoine Orliac, Hubert Ponscarme et l'évolution de la médaille au XIXe siècle, Éditions C. Hessèle, 1907
- Paul Chevreux, Le Sculpteur médailleur Hubert Ponscarme, biographie et catalogue de son œuvre, Éditions Bertrand, 1908
- Les Vosges côté Sud-Ouest : François Joseph Hubert Ponscarme (1827-1903), Belmont-les-Darney